# NGC 6524
NGC 6524 (również PGC 61221 lub UGC 11079) – galaktyka soczewkowata (E-S0), znajdująca się w gwiazdozbiorze Herkulesa. Odkrył ją Lewis A. Swift 22 października 1886 roku.
W galaktyce tej zaobserwowano supernową SN 2010hh.